# Ухание в мрака
„Ухание в мрака“ (на италиански: Profumo di donna) е италиански трагикомичен филм от 1974 година на режисьора Дино Ризи по негов сценарий в съавторство с Руджеро Макари. Главните роли се изпълняват от Виторио Гасман, Алесандро Момо, Агостина Бели.

## Сюжет
Сценарият е адаптация на разказа „Il buio e il miele“ Джовани Арпино. В центъра на сюжета е пътуването на пенсиониран сляп офицер и младия му придружител от Торино до Неапол.

## В ролите
| Изпълнител       | Роля            |
| ---------------- | --------------- |
| Виторио Гасман   | Фаусто Консоло  |
| Алесандро Момо   | Джовани Бертаци |
| Агостина Бели    | Сара            |
| Мойра Орфей      | Мирка           |
| Ториндо Бернарди | Винченцо        |
| Алваро Витали    | Виторио         |
| Вернон Добчеф    | Дон Карло       |

## Награди и номинации
На Кинофестивала в Кан „Ухание в мрака“ е номиниран за наградата „Златна палма“, а Виторио Гасман печели наградата за най-добър актьор. Филмът получава награда „Сезар“ за най-добър чуждестранен филм, номиниран е за „Оскар“ за най-добър чуждоезичен филм и за адаптиран сценарий. През 1992 година Мартин Брест снима англоезичен римейк на филма - „Усещане за жена“.